# Tolperizon
A tolperizon (INN: tolperisone) centrális támadáspontú harántcsíkolt-izomrelaxáns gyógyszer.

## Hatása
Nagy affinitással kötődik az idegszövetekhez, és a legnagyobb koncentrációt az agytörzsben, gerincvelőben és perifériás idegekben éri el. 
A tolperizon legjelentősebb hatása a gerincvelői reflexívek gátlása. Feltehetőleg ez a hatás, a leszálló-gátló pályarendszer gátlásával együtt az, ami a tolperizon terápiás hatékonyságát biztosítja.
A tolperizon kémiai szerkezete nagyon hasonló a lidokainéhoz, és ugyanúgy mint ez a helyi érzéstelenítő a tolperizon is rendelkezik membránstabilizáló hatással, valamint csökkenti a primer afferensek és a motoneuronok ingerlékenységét, ezáltal gátolja a gerincvelői mono- és poliszinaptikus reflexeket. A tolperizon dózisfüggő módon gátolja a feszültségfüggő nátrium-csatornákat és így csökkenti az akciós potenciál amplitúdóját és frekvenciáját (ez a hatás a gerincvelői hátsó szarv neuronjain a legerősebb).
Emellett van egy feszültségfüggő kalcium-csatorna gátló hatása is, amely révén csökkenhet a transzmitter felszabadulás a primer afferensekből. Az agytörzsben a retikulospinalis reflex-facilitációt gátolja. A decerebrációs izomtónus-fokozódást, rigiditást több állatmodellben is csökkenti.
A perifériás vérátáramlást fokozza. A keringésfokozó hatás független a központi idegrendszeri hatásoktól. Létrejöttében szerepe lehet a tolperizon gyenge spazmolitikus és antiadrenerg hatásának.

## Védjegyezettnevű készítmények
- MIDERIZONE 50 és 150 mg filmtabletta (Meditop Kft. Pilisborosjenő)
- MYDETON 50 és 150 mg filmtabletta (Richter)